# رود کلرادو (پوتوسی)
رود کلرادو رودی است که به سالاردو ییونی می‌ریزد. این رود از کشور بولیوی می‌گذرد.